# Gersem
Gersem (c. 600 d. C.) fue un rey del Reino de Aksum en el Cuerno de África. Es conocido principalmente a través de las monedas que se acuñaron durante su reinado.
El historiador S. C. Munro-Hay sugiere que Gersem, junto con su posible sucesor Armah, fueron los últimos reyes de Aksum en emitir monedas. Sin embargo, mientras que no se han encontrado monedas de oro atribuidas a Armah, se considera que las monedas de oro de Gersem representan la última emisión de este tipo en la Casa de la Moneda de Aksum.
Tras su reinado, Gersem fue sucedido por Armah.